# 湯島 (天草諸島)
湯島（ゆしま）は、天草諸島の大矢野島と島原半島の間に位置する島。熊本県上天草市大矢野町に属する。本項ではかつて同区域に所在した天草郡湯島村（ゆしまむら）についても述べる。

## 概要
大矢野町江樋戸港から約9km沖合の有明海に浮かぶ島である。周囲約3.5km、標高約100m。島の地形は平坦なテーブル状で、砂岩や泥岩の上に厚さ10m程度の玄武岩が積み重なって形成された。
島原の乱では首謀者たちがこの島に集まり、作戦を練ったことから、「談合島」の別名がある。また、島内は猫の数も多く「猫島」の異称を持つ。2020年12月現在、人口290名ほどに対して約200匹の猫がいるとされる。
島にはアコウ樹の群生が広がっている。
島内にある湯島灯台は1916年（大正5年）12月1日に初点灯した。
島民の姓は「松尾」「森」「渡邊」「高橋」「古賀」で大半を占める。

## 歴史
- 幕末時点では天草郡上村に所属。
- 1880年（明治13年） - 上村から分立して湯島村となる。（戸数320戸、人口1608人）[6]
- 1889年（明治22年）4月1日 - 町村制の施行に伴い、湯島村が単独で自治体を形成。（戸数336戸、人口1456人）[6]
- 1954年（昭和29年）4月1日 - 湯島村が登立町・上村・中村・維和村と合併して大矢野町が発足。同町の大字となる。
- 2004年（平成16年）3月31日 - 大矢野町が龍ヶ岳町・松島町・姫戸町と合併して上天草市が発足。同市大矢野町湯島となる。

## 交通機関

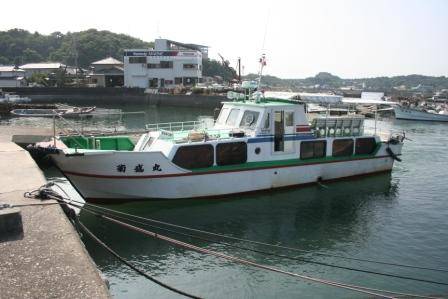
湯島商船の菊盛丸（2009年9月撮影）

島内には公共交通機関はない。島民はバイクを主な移動手段として使っている。島外との交通として、上天草市の江樋戸港と湯島港の間を定期船が1日5往復運航しており、所要時間は約25分、運賃は大人（中学生以上）で片道800円、小人で400円である（湯島商船）。
江樋戸港へは熊本桜町バスターミナル・熊本駅から九州産交バスあまくさ号に乗車し「さんぱーる」下車後、SUNまりんバス中循環線に乗り換え。自家用車の場合、九州自動車道松橋インターチェンジから35km。
1962年2月から2007年9月までは三角港へも1日1往復運航していた。現在、三角港へはチャーター便として運航している。

## 学校
- 上天草市立湯島小学校
- 上天草市立湯島中学校

## 主な施設
- 湯島西海水浴場
- 湯島東海水浴場
- 湯島峯公園
- 談合島の碑
- 湯島郵便局